# Mariä Himmelfahrt (Stollnried)

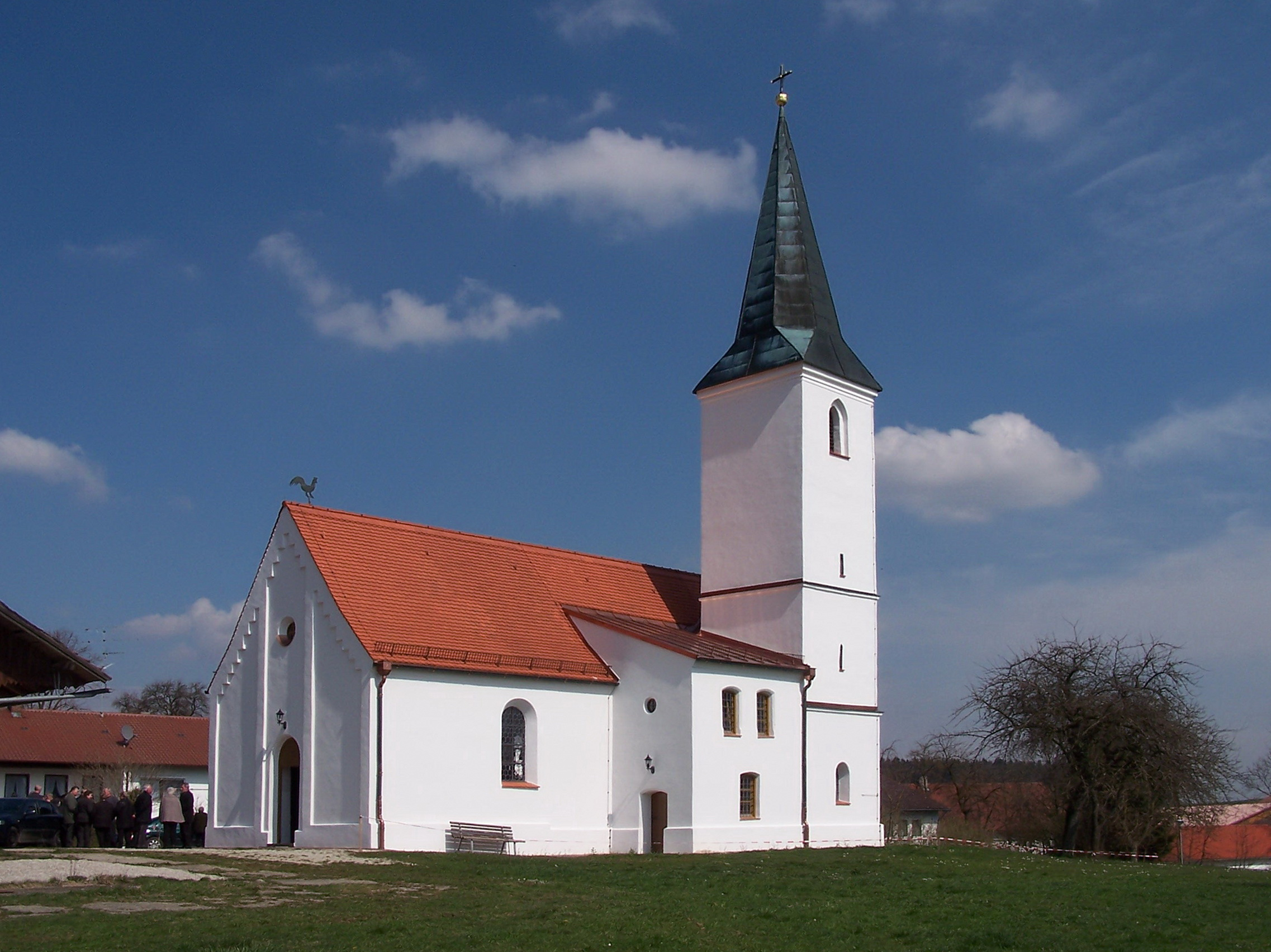
Außenansicht der Filialkirche Mariä Himmelfahrt von Südwesten

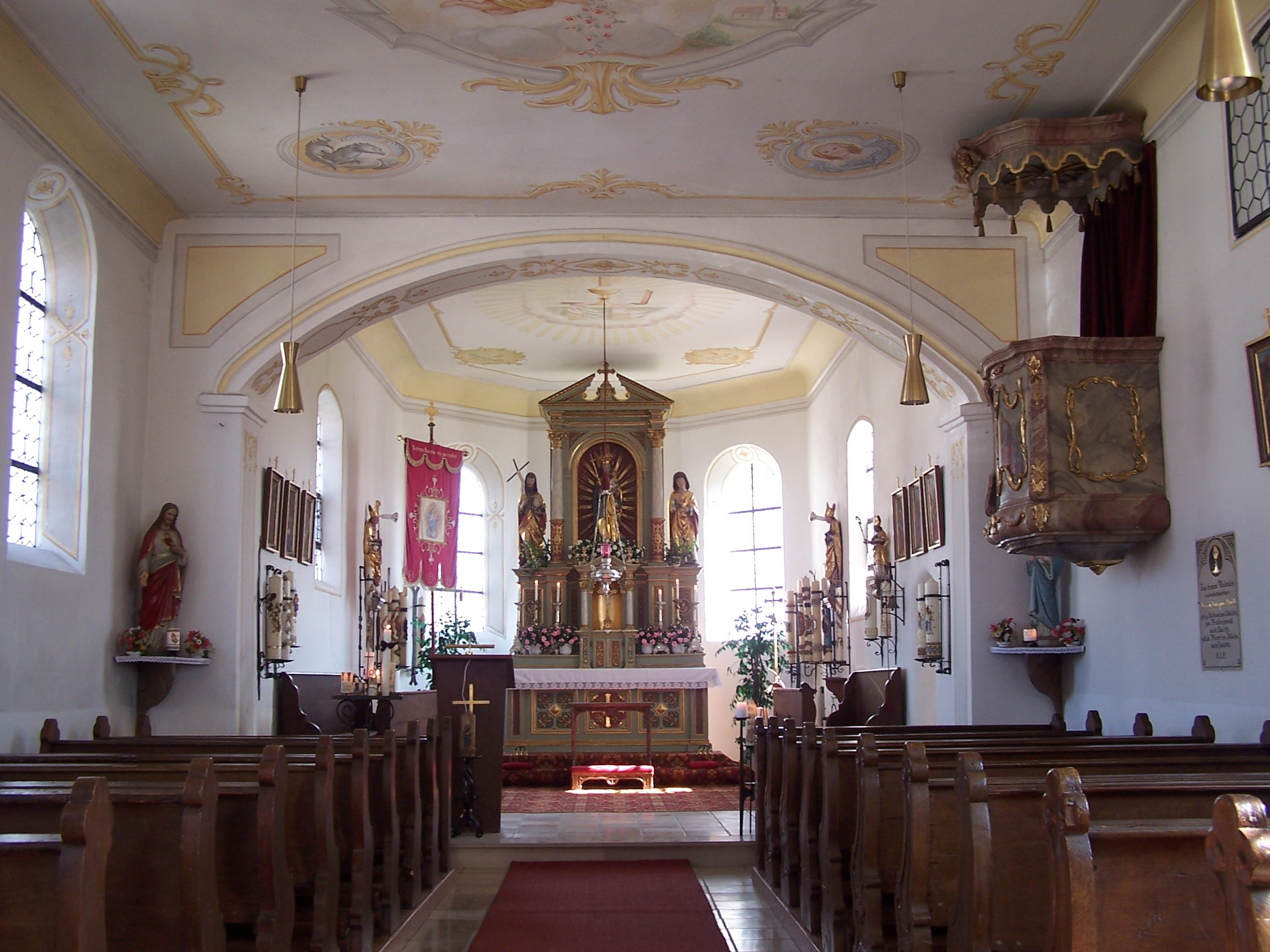
Innenraum

Die römisch-katholische Filialkirche Mariä Himmelfahrt (früher auch St. Johannes und Mariä Himmelfahrt genannt) in Stollnried, einem Ortsteil der Gemeinde Weihmichl im niederbayerischen Landkreis Landshut, ist eine frühere Wallfahrtskirche, die Ende des 13. oder Anfang des 14. Jahrhunderts im frühgotischen Stil errichtet wurde. Umgestaltungen erfolgten insbesondere in der Barockzeit sowie Mitte und Ende des 19. Jahrhunderts. Das Gotteshaus gehört als Filialkirche zur Pfarrei St. Laurentius in Unterneuhausen und ist als Baudenkmal mit der Nummer D-2-74-187-11 beim Bayerischen Landesamt für Denkmalpflege eingetragen.

## Geschichte
Die ehemalige Wallfahrtskirche geht im Kern auf einen frühgotischen Bau aus dem ausgehenden 13. oder frühen 14. Jahrhundert zurück. Während der Barockzeit wurde vor allem die Ausstattung erneuert; größere Eingriffe in die Bausubstanz fanden nicht statt. 1847 wurde das Langhaus nach Westen verlängert und 1896 der frühgotische Rechteckchor durch ein neugotisches Presbyterium mit dreiseitigem Schluss ersetzt. Größere Renovierungsmaßnahmen erfolgten in den Jahren 1912, 1937, 1955, 1988/89 und 2009/11.
Früher existierte eine rege Wallfahrt nach Stollnried. Die ab 1600 lückenlos vorhandenen Kirchenrechnungen könnten noch heute Aufschluss über die Pilgertätigkeit geben, wären sie nicht um 1900 bei einem Umbau im Schloss Furth vernichtet worden. Aus Unterlagen aus dem Jahr 1848 ist jedoch bekannt, dass die Wallfahrt im Sommer 1788 einen gewaltigen Schub erlebte. Damals ging unter der Landbevölkerung in einem weiten Umkreis die Kunde, dass das Mariengnadenbild von Stollnried seine Augen bewegte. Noch heute sind rund fünfzig Votivtafeln vorhanden, wobei im Zuge der Renovierungstätigkeiten 1937 und 1955 wohl einige verloren gegangen sind. Die älteste stammt aus dem Jahr 1788 und wurde von Bauerseheleuten aus gestiftet.

## Architektur

### Außenbau
Die nach Osten ausgerichtete Saalkirche mit eingezogenem Chor ist äußerlich weitgehend ungegliedert. Der Backsteinbau ist vollständig verputzt und weiß getüncht. Der ursprünglich rechteckige Chor wurde beim Umbau von 1897 etwas nach Osten verlängert und mit einem dreiseitigen Schluss versehen. Das einschiffige Langhaus war bereits 1847 nach Westen verlängert worden. Die Westfassade, die mit einem rundbogigen Kirchenportal den einzigen Zugang zum Kircheninneren enthält, wurde beim Umbau im Jahr 1847 durch Lisenengliederung und einen Dachfries etwas aufwändiger gestaltet. Das ehemalige Südportal ist zugesetzt.
Der viergeschossige Turm über quadratischem Grundriss ist südlich an den Chor angebaut. Er besitzt spitzbogige Schallöffnungen und wird von einem verkröpften, achtseitigen Spitzhelm bekrönt. Im Winkel zwischen Turm und Langhauses wurde im 19. Jahrhundert die zweigeschossige Sakristei ergänzt.

### Innenraum
Der Innenraum ist überraschend hell. Langhaus und Chor werden jeweils von einer Flachdecke mit Hohlkehle überspannt. Die Wände sind ohne Gliederung. Der Chorbogen ist stichbogig ausgeführt. Die Ausmalung der Raumschale ist in Pastelltönen gehalten, was den lichten Raumeindruck unterstreicht. Im rückwärtigen Bereich des Langhauses ist eine auf zwei schlanken Holzsäulen ruhende Orgelempore eingezogen.
Ein original gotisches Gewölbe aus der Erbauungszeit der Kirche findet sich heute nur noch im Turmuntergeschoss, das wie der daneben befindliche Anbau als Sakristei genutzt wird. Es ist als spitzbogiges Kreuzgewölbe ohne Rippen ausgeführt.

## Ausstattung

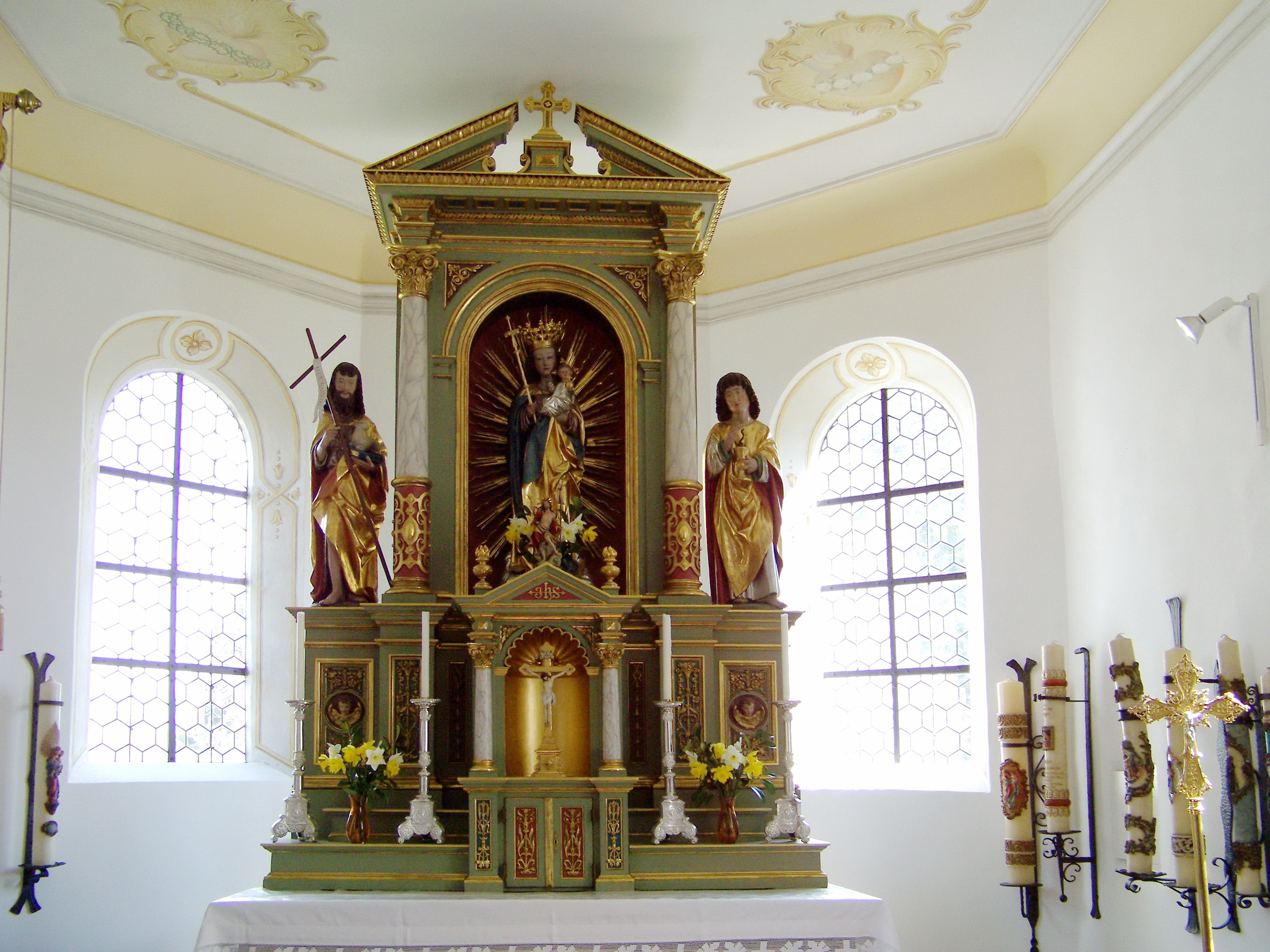
Hochaltar

### Hochaltar
Der Hochaltar ist im Neorenaissancestil ausgeführt und wurde wahrscheinlich im Zuge der Chorerweiterung von 1897 angeschafft. Er besitzt eine auffallend hohe Predellazone, die mittig einen kleinen Tabernakel und eine vergoldete Aussetzungsnische enthält. Darüber erhebt sich ein zweisäuliger Aufbau, der mit einem gebrochenen Dreiecksgiebel bekrönt wird. In einer Rundbogennische zwischen den beiden Säulen befindet sich das ehemalige Wallfahrts-Gnadenbild, eine qualitätvoll gearbeitete, spätgotische Madonna mit Jesuskind aus der Zeit um 1500. Wie auch die beiden Seitenfiguren Johannes’ des Täufers und Johannes’ des Evangelisten ist die Marienfigur beinahe lebensgroß.

### Kanzel
Die Kanzel, auf der Epistelseite in großer Höhe angebracht und vom Obergeschoss der Sakristei aus zugänglich, wurde um 1780 im Stile des späten Rokoko gefertigt. Der geschweifte Korpus wird von Volutenpilastern gegliedert und ist mit Muschelwerk und Fruchtgehängen verziert. Der Schalldeckel weist ein Behang mit zahlreichen Quasten auf und eine im Relief dargestellte Heilig-Geist-Taube auf der Unterseite auf.

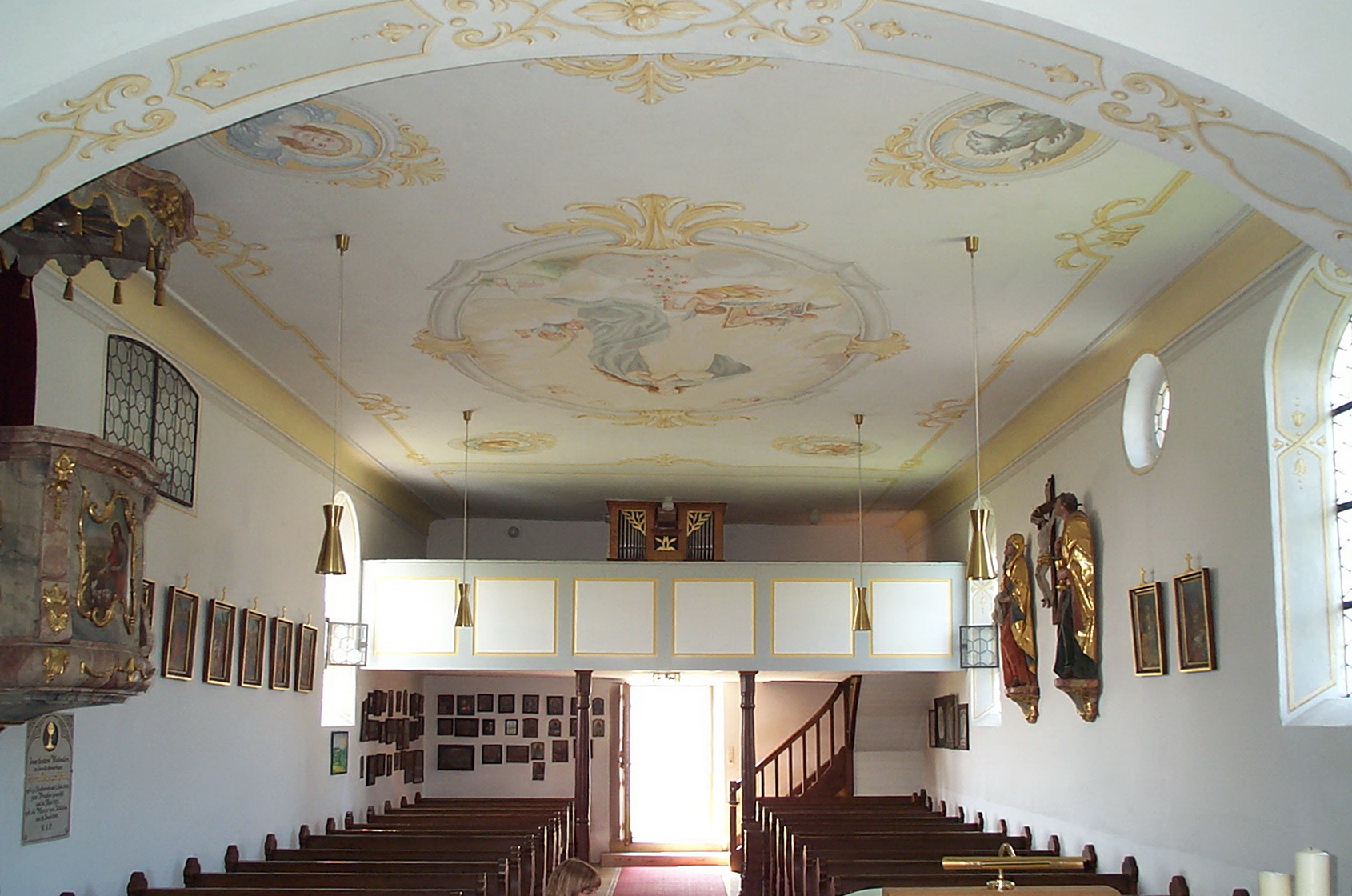
Blick zur Orgelempore

### Orgel

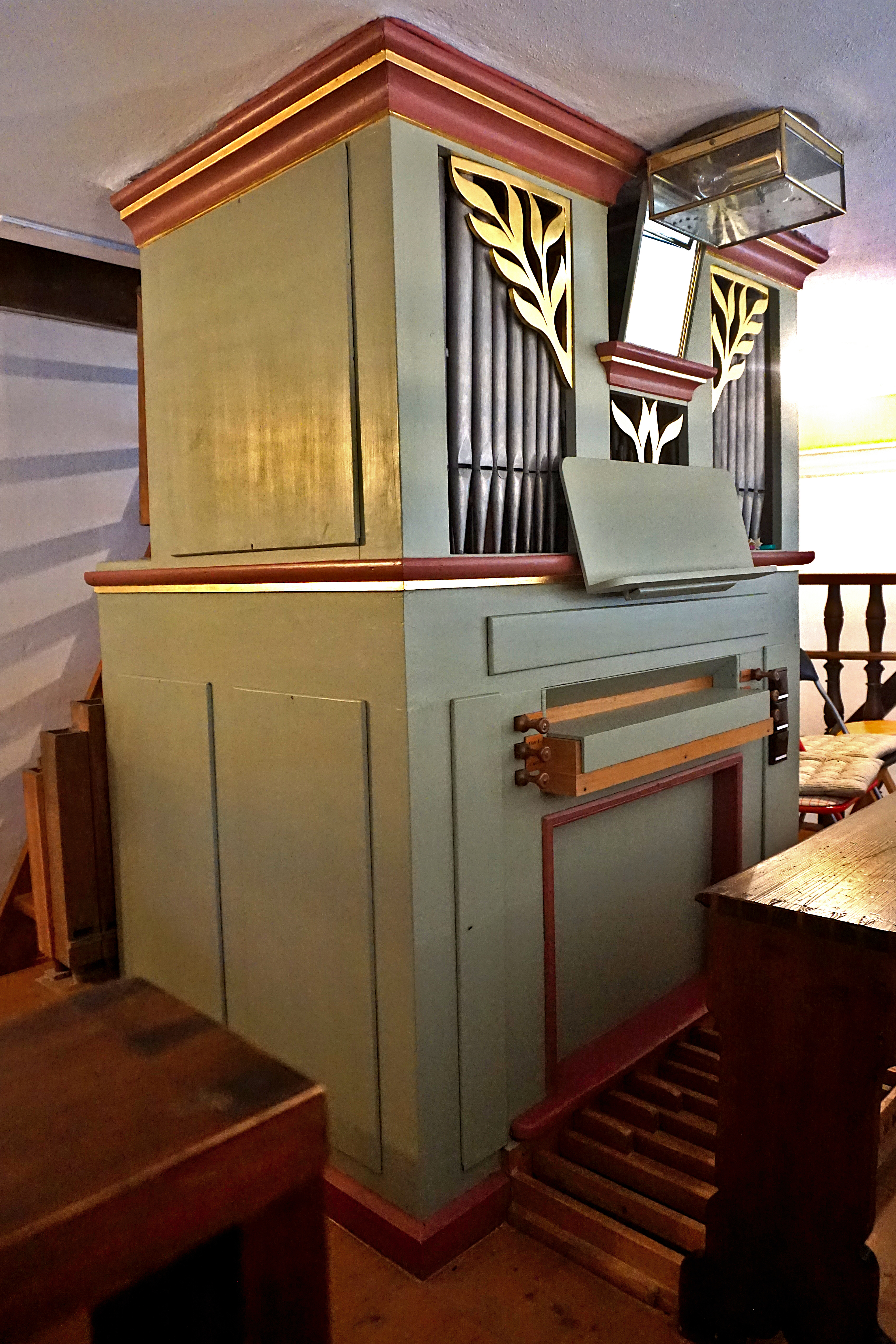
Orgel von Josef Mühlbauer junior

Die Orgel wurde 1846 von Josef Mühlbauer junior aus Train geschaffen. Das Schleifladeninstrument mit mechanischen Spiel- und Registertrakturen umfasst sechs Register auf einem Manual und einem fest angekoppelten Pedal. Die Disposition lautet wie folgt:

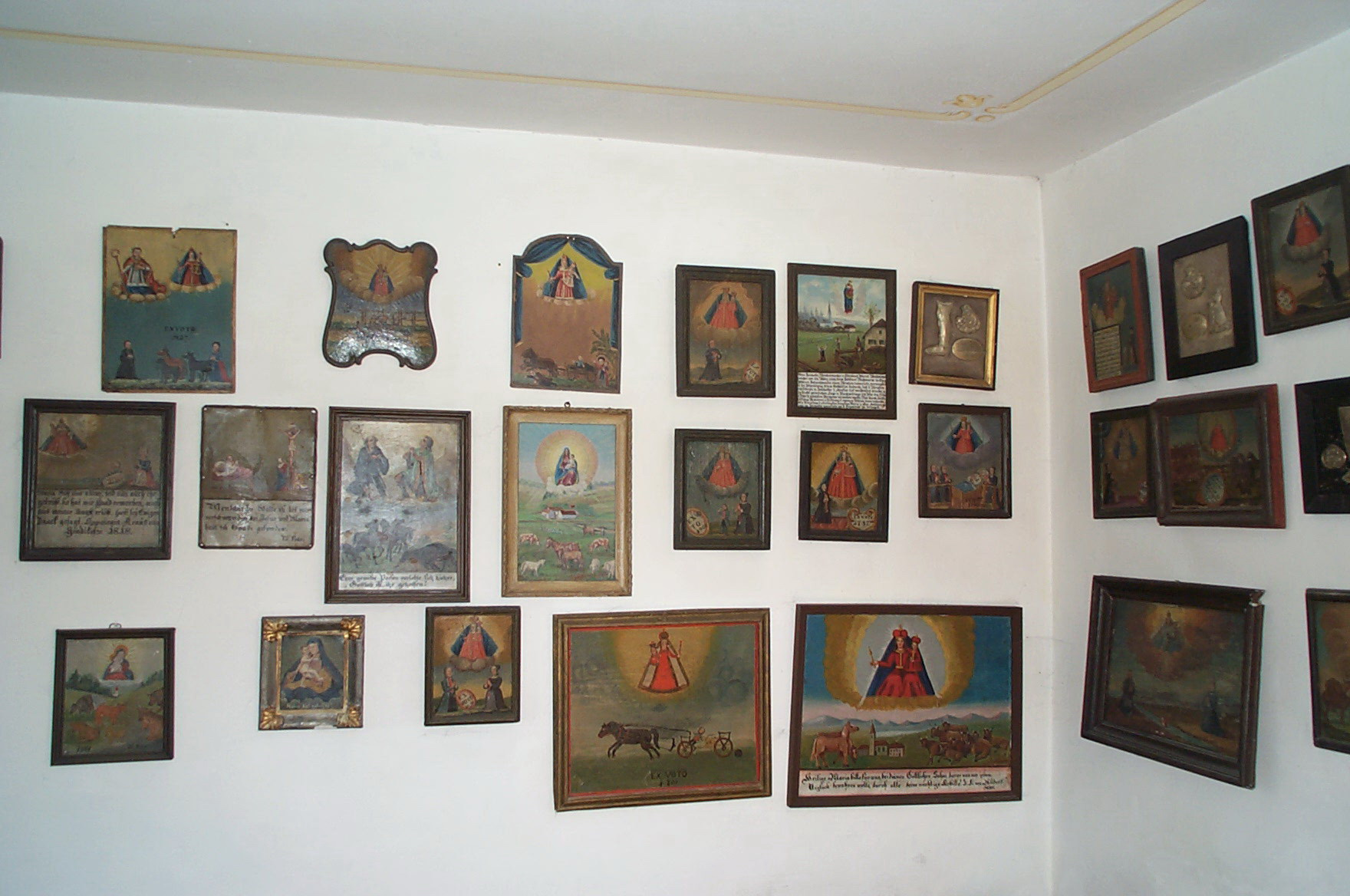
Votivtafeln unterhalb der Empore

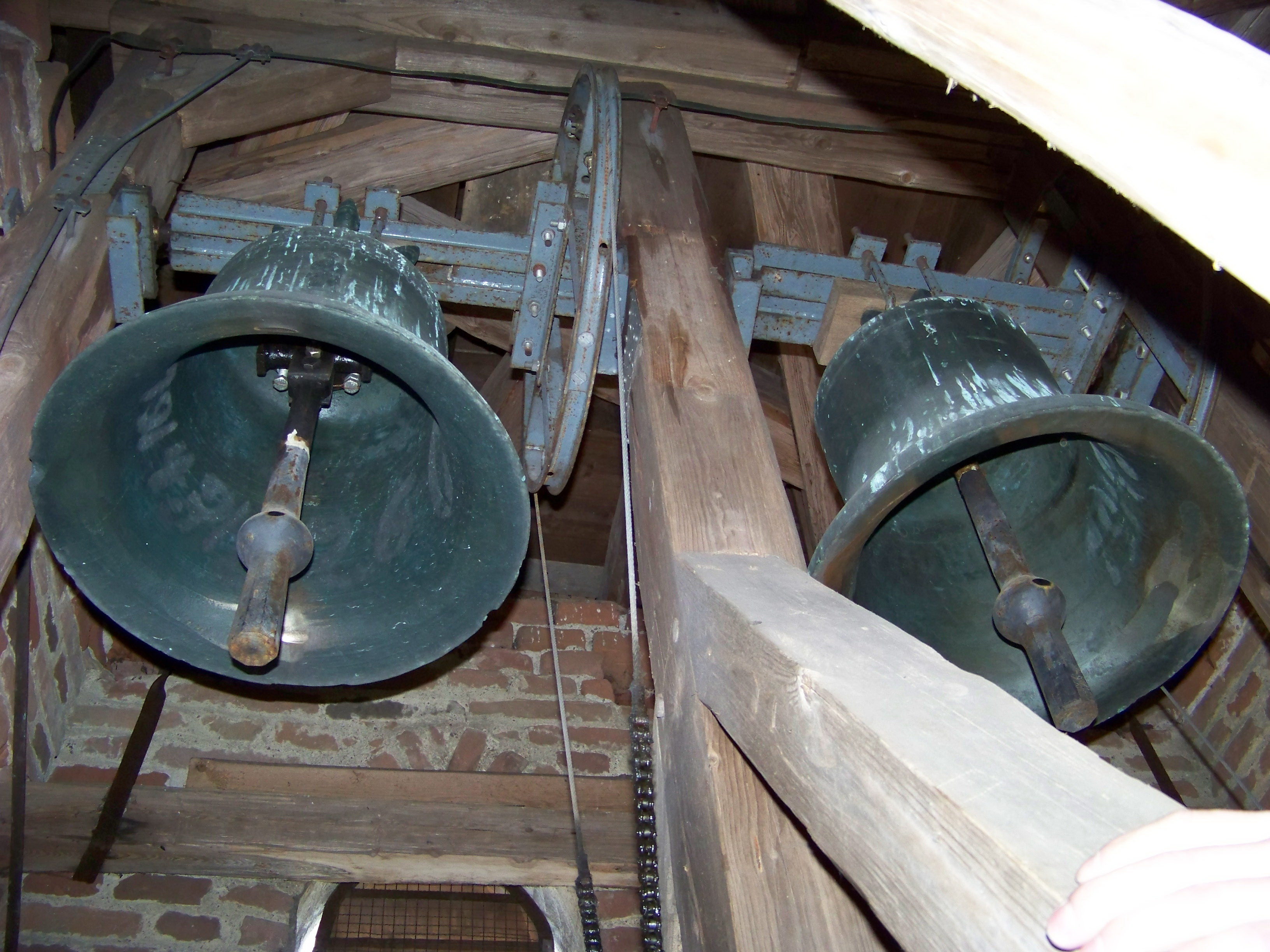
Glockenstuhl

| I Manual CDEFGA–c3 |            |       |
| 1.                 | Copel      | 8′    |
| 2.                 | Salicional | 8′    |
| 3.                 | Flöte      | 4′    |
| 4.                 | Octav      | 2′    |
| 5.                 | Principal  | 1′–4′ |

| Pedal CDEFGA–a |        |     |
| 6.             | Subbaß | 16′ |

### Übrige Ausstattung
An den Seitenwänden des Altarraums befinden sich drei Figuren aus dem zweiten Viertel 16. Jahrhundert. Sie stellen – von links nach rechts – die heiligen Bischöfe Nikolaus, Benno und Blasius dar. An der Nordwand des Langhauses befindet sich eine barocke Kreuzigungsgruppe. Wie die Kanzel stammen auch die inzwischen teilweise erneuerten Stuhlwangen ursprünglich aus der Zeit des Spätrokoko um 1770/80. Erwähnenswert sind auch die rund 50 Votivtafeln, die von der früheren Wallfahrt nach Stollnried zeugen. Diese sind allesamt unterhalb der Empore angebracht. Die ältesten Tafeln stammen aus dem Jahr 1788.
Aus dem Turm läuten zwei historische Glocken zwei Angelusgebet und zum Gottesdienst.

## Umgebung
Zu der Kirche, die auf einer kleinen Anhöhe gelegen ist, führt vom südlichen Ortseingang von Stollnried ein Kreuzweg hinauf.